# Rasmus Håkansson
Rasmus Håkansson (født 9. januar 1986) er en dansk professionel fodboldspiller, hvor hans primære position på banen er i forsvaret. Han havde senest kontrakt med Boldklubben Fremad Amager, hvor han fik sin debut for klubben den 24. august 2005 mod Hellerup IK og spillede sin sidste kamp for klubben den 27. august 2006 ude mod Boldklubben Frem. Fra 2009 er han tilbage i sin tidligere klub, Boldklubben Frem.
Her fik han desværre en dårlig start, da han i sin tredje kamp (Braband-Frem) smed en 0-2 sejr væk, ved i 89. minut at lave et straffe, som modstanderen udnytter, og i 90. minut laver han et selvmål. Kampen ender dermed 2-2.
Rasmus er lillebror til den lidt mere kendte Jesper Håkansson.

## Spillerkarriere
- 200?-2005: Boldklubben Frem
- 2005-2006: Boldklubben Fremad Amager, 20 kampe og 0 mål, 1. division
- 2007-: Boldklubben Frem
- 2007: Glostrup FK, 2. division.
- 2009: Rasmus er tilbage hos BK Frem